# 해성고등학교
해성고등학교(海星高等學校)는 대한민국 경상남도 거제시 장승포동에 위치한 사립 고등학교이다.

## 학교 연혁
- 1952년 10월 7일 : 설립일
- 1953년 4월 7일 : 입학
- 1953년 9월 15일 : 거제종합중·고등학교 설립, 초대 교장 박문선 신부 취임
- 1954년 8월 3일 : 교명 해성중·고등학교 변경 승인
- 1960년 7월 20일 : 학교 이동(장승포리 5구에서 현지로, 교실 6실 완공)
- 1974년 12월 1일 : 천주교 부산교구에서 마산교구로 편입, 제1대 장병화 주교 이사장 취임
- 1977년 9월 17일 : 상아관 준공(도서관열람실, 서고, 조리실, 생활관 기타)
- 1977년 12월 8일 : 학교법인 성지학원 설립
- 1981년 5월 6일 : 청운관(기숙사) 준공(학생 생활관 및 식당)
- 1985년 9월 1일 : 해성중학교, 해성고등학교 분리
- 1983년 10월 5일 : 고등학교 8학급씩 24학급 증설 인가
- 1999년 4월 26일 : 목련관 2차 3층 완공
- 2002년 9월 14일 : 종려관 1,2층 준공
- 2003년 12월 2일 : 종려관 3층 준공
- 2006년 11월 22일 : 문화관(실내체육관) 개관
- 2009년 4월 12일 : 기숙사 리모델링 완공
- 2011년 12월 20일 : 상지관 개관식
- 2016년 7월 1일 : 제4대 배기현 주교 이사장 취임
- 2020년 3월 1일 : 제16대 권오섭 교장 취임
- 2020년 6월 30일 : 애덕관(기숙사 및 급식소) 준공식
- 2023년 2월 9일 : 제69회 졸업식(졸업생 총 17,509명)
- 2023년 3월 2일 : 입학식(신입생 268명)

## 참고 자료
- 해성고등학교 - 한국교육학술정보원 학교알리미